# 井上卓一
井上 卓一（いのうえ たくいち、1894年〈明治27年〉12月5日 - 1979年〈昭和54年〉12月7日）は、日本の弁護士・政治家。衆議院議員、内閣官房副長官。

## 経歴
岡山県勝南郡湯郷村（現美作市）出身。1923年、早稲田大学専門部法律科を卒業。
東京で弁護士となり、日本弁護士協会理事も務めた。その他、小石川区会議員、東京市会議員を歴任。
1946年4月、第22回衆議院議員総選挙で岡山県選挙区に日本自由党から出馬し当選。1947年4月の第23回総選挙で落選し、衆議院議員を一期務めた。落選後の1948年、政治資金に関する問題で衆議院不当財産取引調査特別委員会に証人喚問された。1954年12月から第1次鳩山一郎内閣の内閣官房副長官（事務担当）を務め、第2次鳩山一郎内閣の内閣総理大臣秘書官に就任。
以後、自由民主党顧問、パイオニア (株) 監査役などを務めた。